# Grounded
Grounded — симулятор выживания, разработанный Obsidian Entertainment и изданный студией Xbox Game Studios. 29 июля 2020 года игра была выпущена в ранний доступ на Windows и Xbox One. 10 ноября 2020 года вышла улучшенная версия для Xbox Series X/S. Полноценный релиз игры состоялся 27 сентября 2022 года. В игре протагонисты уменьшены до размеров муравья и пытаются выжить на заднем дворе, наполненном опасностями.

## Игровой процесс
Grounded является симулятором выживания, играть в который можно как в режиме от первого, так и от третьего лица. Протагонист игры уменьшен до размера муравья и должен бороться за выживание на заднем дворе дома. Персонаж игрока должен потреблять достаточное количество еды и воды, иначе уровень их здоровья начнёт уменьшаться из-за голода или жажды. Задний двор заполнен различными видами членистоногих — насекомых и паукообразных — таких как пауки, пчёлы, пылевые клещи и божьи коровки. Различные насекомые имеют различные цели в игре. Так, пауки являются одними из суперхищников игры, которые будут охотиться на игроков; божьи коровки могут привести игрока к хранилищам еды, а тля может быть зажарена и употреблена в пищу. У игроков также есть возможность рубить стебли травы и собирать капли росы. В игре есть настройка доступности для людей с арахнофобией, позволяющая игрокам настроить, насколько пугающими должны выглядеть пауки в игре, а при максимальном уровне защиты от арахнофобии пауки превращаются в голую модель из туловища, головы и глаз — без лап и текстур.
По мере прохождения игры, игроки будут посещать новые зоны заднего двора. Сложность игры будет медленно нарастать, а в игру будут вводиться всё более опасные типы противников. По ходу игры перед игроками стоит задача собирать ресурсы мира и строить базу, в которой они могут обороняться от врагов, в частности — ночью, когда некоторые виды насекомых становятся более агрессивными. Также ресурсы могут расходоваться на создание различных инструментов, ловушек и оружия, таких как топор, копьё, лук и стрелы, необходимых для победы над врагами. Также игроки должны следить за своей выносливостью, так как персонаж может устать посреди затяжного сражения. В игру можно играть как в одиночку, так и в кооперативном режиме до четырёх игроков.

## Сюжет
Действие игры проходит в 1980-х годах. Сюжет разворачивается вокруг группы подростков, которым предстоит выяснить тайну того, каким образом они были уменьшены до размера муравья.

## Разработка
После выпуска Pillars of Eternity II: Deadfire, команда внутри студии Obsidian Entertainment начала рассматривать различные идеи для симулятора выживания. Пока большая часть работников Obsidian занималась разработкой The Outer Worlds, небольшая команда из 13 человек начала создавать Grounded. На момент приобретения Obsidian корпорацией Microsoft в 2018 году Grounded уже находилась в разработке. Игра была анонсирована Xbox Game Studios на X019 в ноябре 2019 года и выпущена 28 июля 2020 года в раннем доступе в Steam и в Xbox Game Preview. Версия игры для раннего доступа содержит примерно 20 % контента основной игры, и Obsidian планируют прислушиваться к обратной связи игроков при дальнейшей разработке игры, выпуск которой назначен на 2021 год. За первые 6 месяцев нахождения игры в раннем доступе её запустило 5 миллионов игроков.
Вдохновение команда черпала из таких фильмов, как «Приключения Флика» и «Дорогая, я уменьшил детей», а знания о различных видов насекомых — из короткометражек на YouTube, снимаемых любителями насекомых. В качестве места действия команда выбрала задний двор, так как посчитала, что это место является узнаваемым и доступным; кроме того, задний двор может быть «больше жизни» и внушать «серьёзное чувство опасности». Руководитель игры, Адам Бреннеке, сравнил место действия с «парком развлечений», поскольку команда добавила в игру различные достопримечательности, чтобы сделать мир более интересным.
По видению команды, мир игры будет интерактивным, а действия игроков будут менять его состояние. Бреннеке добавил, что у игры будет «запоминающаяся» история, как и у других игр Obsidian. Команда усердно работала над искусственным интеллектом насекомых, управляющим их поведением. Так, муравьи проявляют к игроку любопытство и поначалу не атакуют, однако если игрок начнёт строить сооружения недалеко от их еды, или же игроки становятся сильнее и начинают представлять для муравьёв угрозу, муравьи начнут атаковать игроков.

## Отзывы и награды
| Русскоязычные издания | Русскоязычные издания |
| Издание               | Оценка                |
| --------------------- | --------------------- |
| StopGame.ru           | Проходняк             |

Grounded была номинирована на награду «Инновация в сфере доступности» на церемонии The Game Awards 2020, однако победительницей стала игра The Last of Us Part II.

## Продолжение
В 2025 году, на мероприятии Xbox Games Showcase, компания Obsidian Entertainment объявила о создании игры Grounded 2, ранний доступ к которой откроется 29 июля 2025 года. Игра выйдет на платформах ПК и Xbox Series.